# Biserica Sfântul Andrei din Cracovia
Biserica Sfântului Andrei (în poloneză Kościół św. Andrzeja) se află în Orașul Vechi, Cracovia, Polonia, localizată pe strada Grodska. Este o biserică romanică istorică realizată între 1079 și 1098 de către un om de stat polonez medieval, voievodul Sieciech. Este un exemplu rar de biserică fortificată europeană ce a rămas în picioare fiind folosită în scopuri defensive.
Construită în stil romanic, este una dintre cele mai vechi clădiri din Cracovia și una dintre cele mai bine conservate clădiri romanice din Polonia. A fost singura biserică din Cracovia ce a rezistat invaziei mongole din 1241. De-a lungul părții de jos a secțiunii mai largi a fațadei sale sunt mici deschideri care au servit drept ferestre defensive într-un moment în care biserica era un loc de refugiu în fața atacurilor militare.
Din 1320 a fost folosită de ordinul clariselor. Clădirea a fost renovată de mai multe ori. Actualele interioare baroce au decorațiuni realizate de Baltazar Fontana, picturi realizate de Karol Dankwart și altare aurite. Cupolele baroce din vârful turnurilor octogonale s-au adăugat în 1639.

## Istorie
Biserica este probabil exemplul cel mai bine conservat al arhitecturii romanice timpurii în orașul Cracovia și în Polonia. Clădirea masivă a fost construită din blocuri de piatră spre sfârșitul secolului al XI-lea, și, de asemenea, a îndeplinit funcții defensive importante. Cele două turnuri în formă octogonală, cu ferestrele de arcade dublate sunt exemple perfecte și caracteristice ale arhitecturii romanice. Ele se extind cu mult peste corpul bisericii. Absida decorată cu o arcadă modestă și cu numeroase detalii (inclusiv scări și ramele ferestrelor) mențin același caracter.
Structura a fost probabil extinsă și consolidată până la mijlocul secolului al XII-lea. Biserica a rezistat cu succes raidurilor tătaro-mongole din 1241, oferind adăpost pentru majoritatea rezidenților și locuitorilor orașului. La acea vreme, era - pe bună dreptate - numit "castelul de jos", pentru a se distinge de apropiatul castel "de sus", aflat pe dealul Wawel. A fost, de asemenea, uneori menționată ca a doua biserică din Cracovia după Catedrala Wawel. În 1320, biserica a fost încredințată Ordinului Clariselor, a căror mănăstire a fost construită la sud a biserică. Oratoriul gotic, care astăzi joacă rolul sacristiei, datează din acea perioadă.
Decorul baroc din interior, cu bogatul decor stuc realizat de pictorul și arhitectul italian Baldassare "Baltazar" Fontana, vine de la renovarea care a avut loc după 1700, în timp ce construcția altarului înalt, atribuit lui Francesco Placidi a fost începută în anii următori. Se mai poate observa amvonul în formă de barcă și corul muzical alături orga datând din secolul al XVIII-lea aflată în altar, decorat în maniera rococo. Clopotnițele baroce adăugate în 1639 contrastează cu severitatea formei romanice a bisericii.

## Imagini

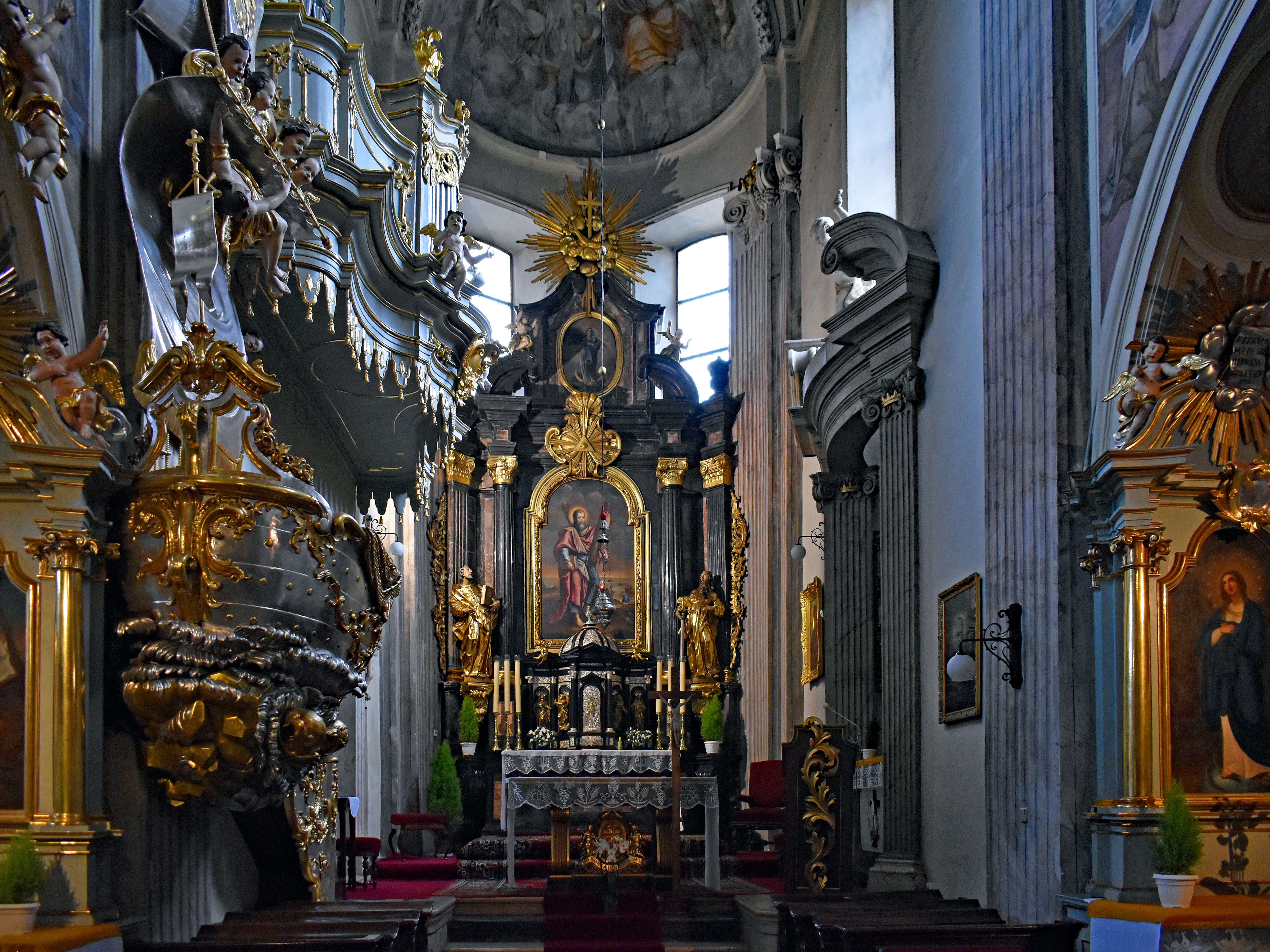
Interiorul bisericii Sf. Andrei
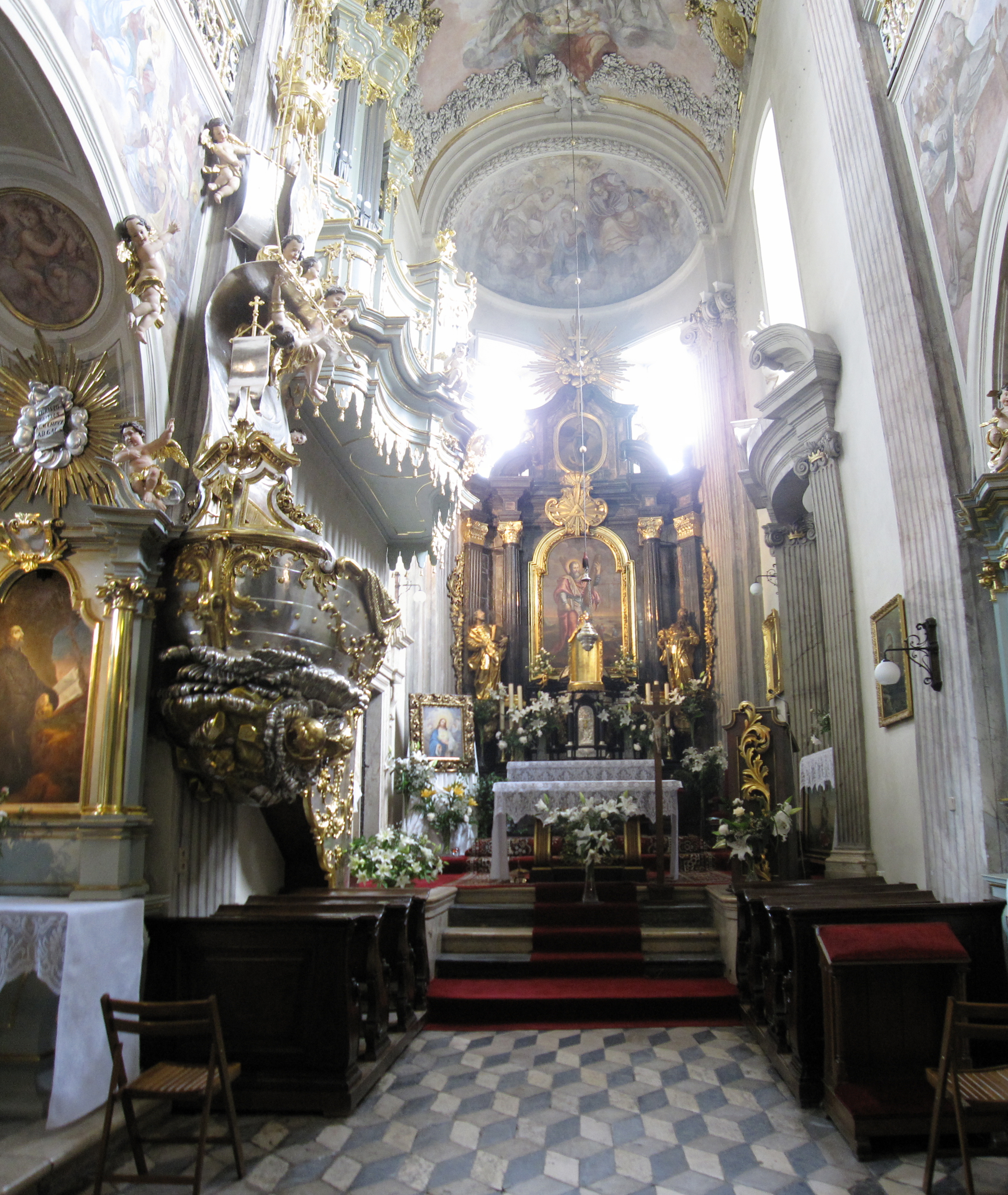
Arhitectură barocă-rococo îninterior
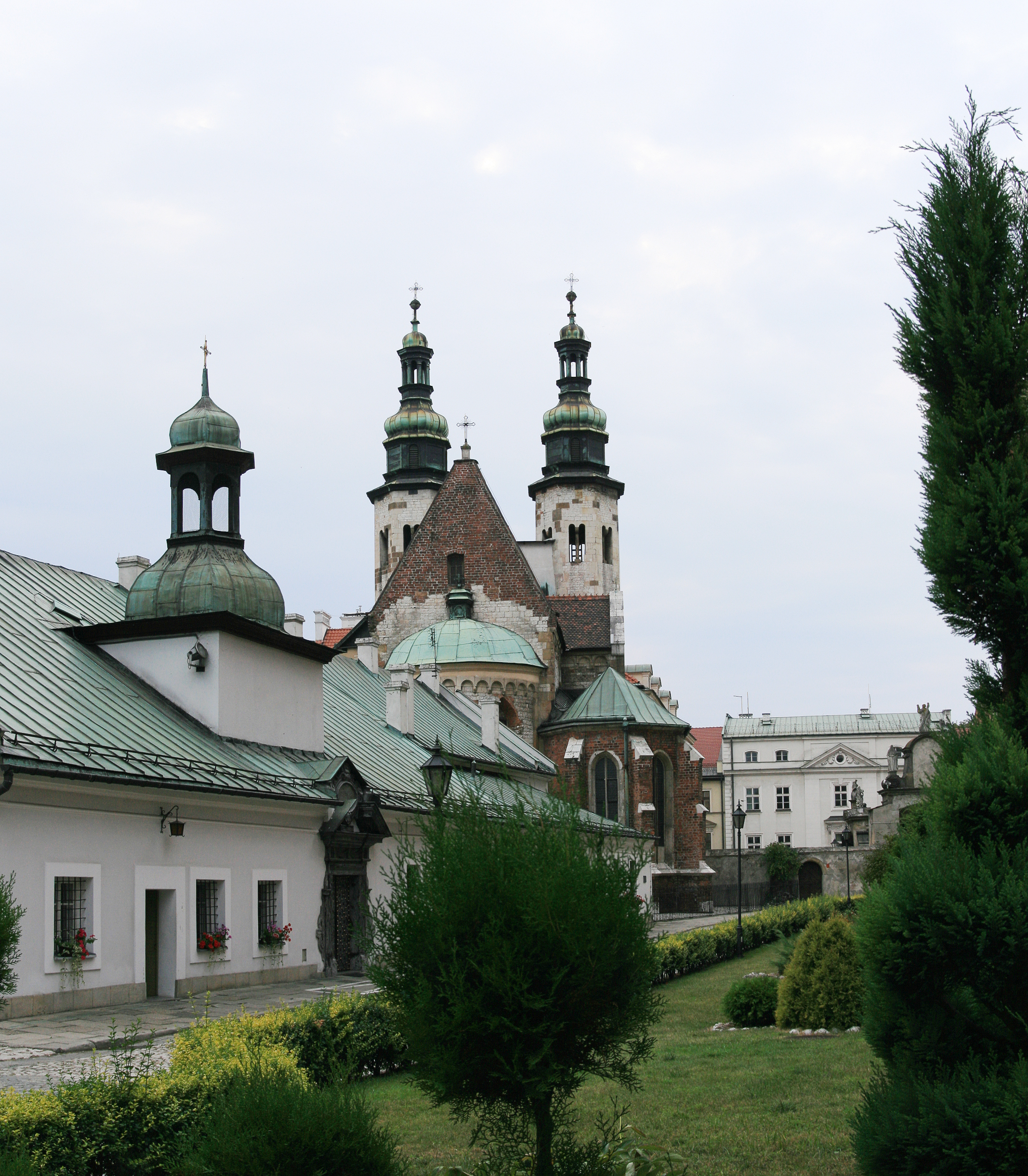
Biserica văzută din grădinile din spate
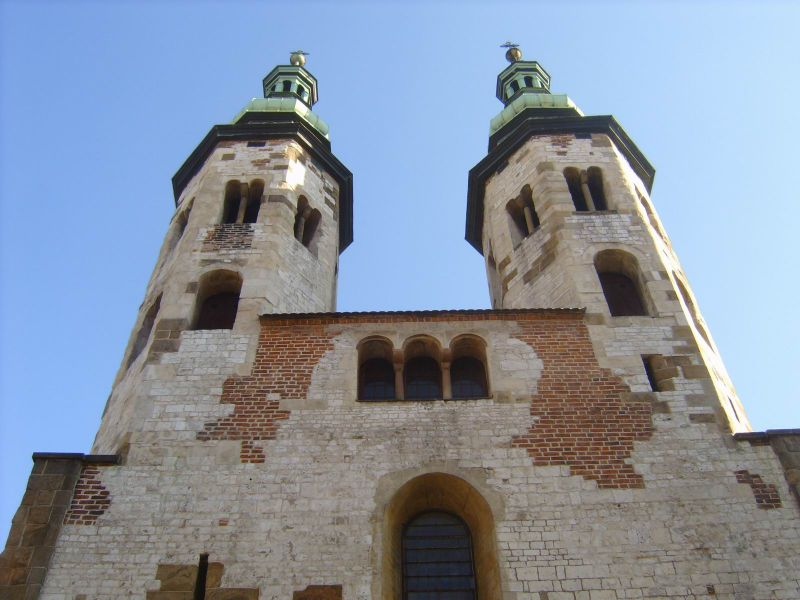
Cele două turnuri octogonale
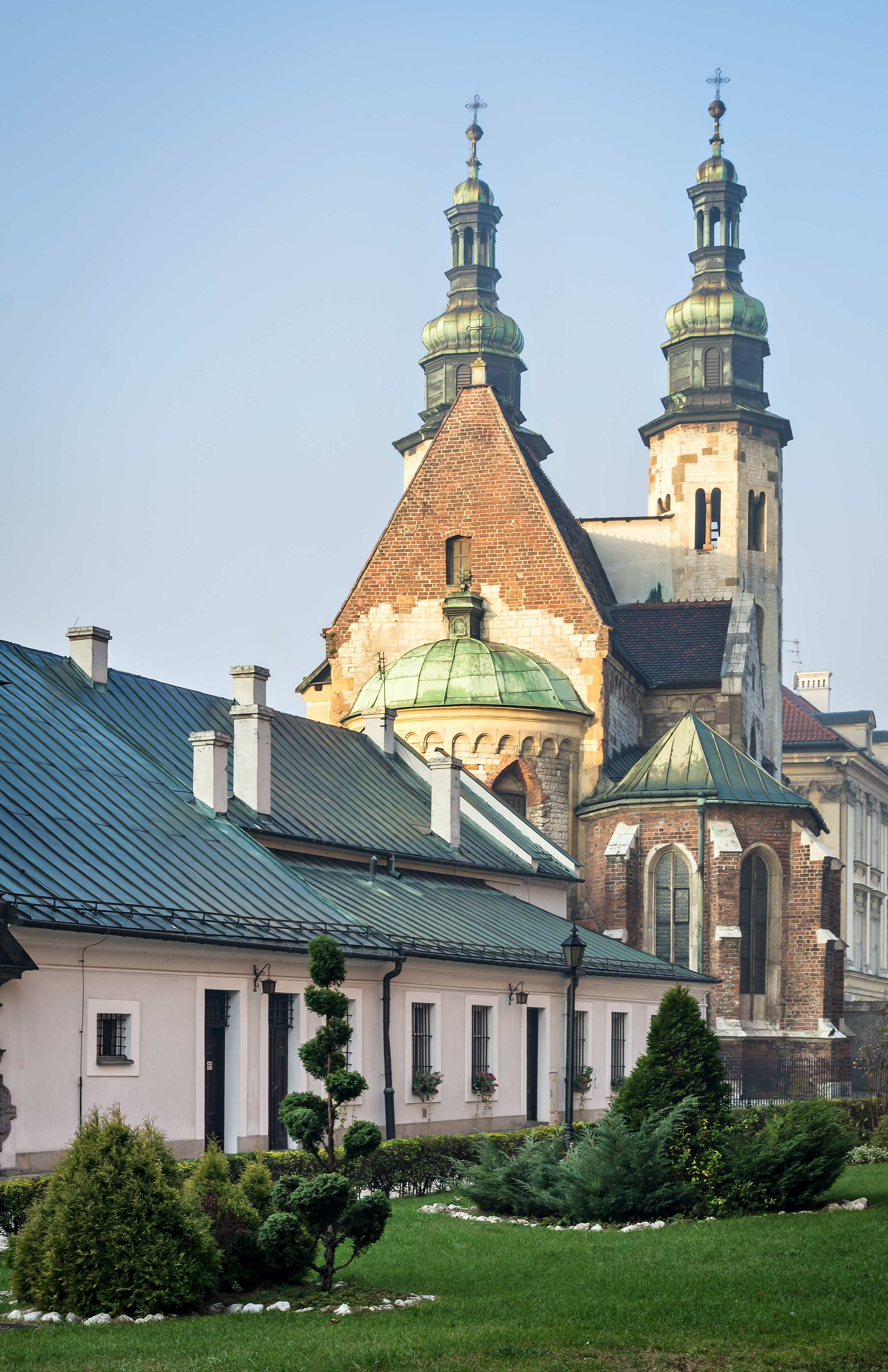
Mănăstirea alăturată